# Pettyes molyszövő
A pettyes molyszövő (Coscinia cribraria) a kvadrifid bagolylepkefélék családjába tartozó, Eurázsiában és Északnyugat-Afrikában honos lepkefaj.

## Megjelenése
A pettyes molyszövő szárnyfesztávolsága 32–34 mm. Feje és tora világosszürke, sötét foltokkal; ajaktapogatója sárgás, a potroh sárgásszürke, sötétebb foltsorokkal (utóbbiak főleg a nőstényeken láthatóak jól). Hasoldala szürke, a nőstényen három sötétszürke vonallal; lábai barnák, fehéresszürke csíkkal. Az elülső szárny fénylő ezüstszürke. A hím esetében csak a szárny tövében, középen és a rojt tövén látható néhány feketés pont; a nőstény szárnyán viszont 3-4 nagyobb sötétbarna, különálló foltokból álló keresztvonal fut; a szegélynél és az érközökben is található sötétebb behintés. A rojt ezüstszürke. A hím hátulsó szárnya világos szürkéssárga, az elülső szegély mentén és az ereken sötétebb szürke behintéssel, a fehéres rojt tövén néhány sötétebb ponttal. A hím fonákja sárgásszürke, az elülső szárnyon erősebb, a hátsón gyengébb sötétszürke behintéssel, a középső holdfolt viszonylag éles. A nőstény fonákja sötétszürke, csaknem rajzolatlan, csupán az elülső szárnyon látható a felszíni foltok árnyéka; rojtja fehéres.
Változékonysága nem számottevő.
Petéje kerekded, eleinte fénylő aranysárga, később vörösbarnára sötétedik.
Hernyója barnásszürke, hátán világosszürke csíkkal; oldalain hasonló, de halványabb sávval. Szemölcseiből feketés és piszkosfehér szőrök nőnek. Bábja vörösbarna.

### Hasonló fajok
Magyarországon nem él másik, hozzá hasonló faj.

## Elterjedése
Eurázsiában (Spanyolországtól egészen Mongóliáig) és Északnyugat-Afrikában honos. Magyarországon ritka, a Nyírségben, az Aggteleki-karszton, Sopronban és a Hortobágyon élnek helyi állományai.

## Életmódja
Homoki gyepek, sziklagyepek, száraz hegyi rétek, ritkás homoki fenyvesek lakója.
Évente két (északabbra csak egy) nemzedéke nő fel, imágóival május-júniusban, illetve július-augusztusban lehet találkozni. Hernyója polifág, különféle lágyszárú növények (csenkesz, útifű, csarab, gyermekláncfű) leveleivel, valamint zuzmókkal, mohákkal táplálkozik. A hernyó áttelel, majd a következő tavasszal laza, fehéres szövedékben bebábozódik.
Magyarországon védett, természetvédelmi értéke 10 000 Ft.

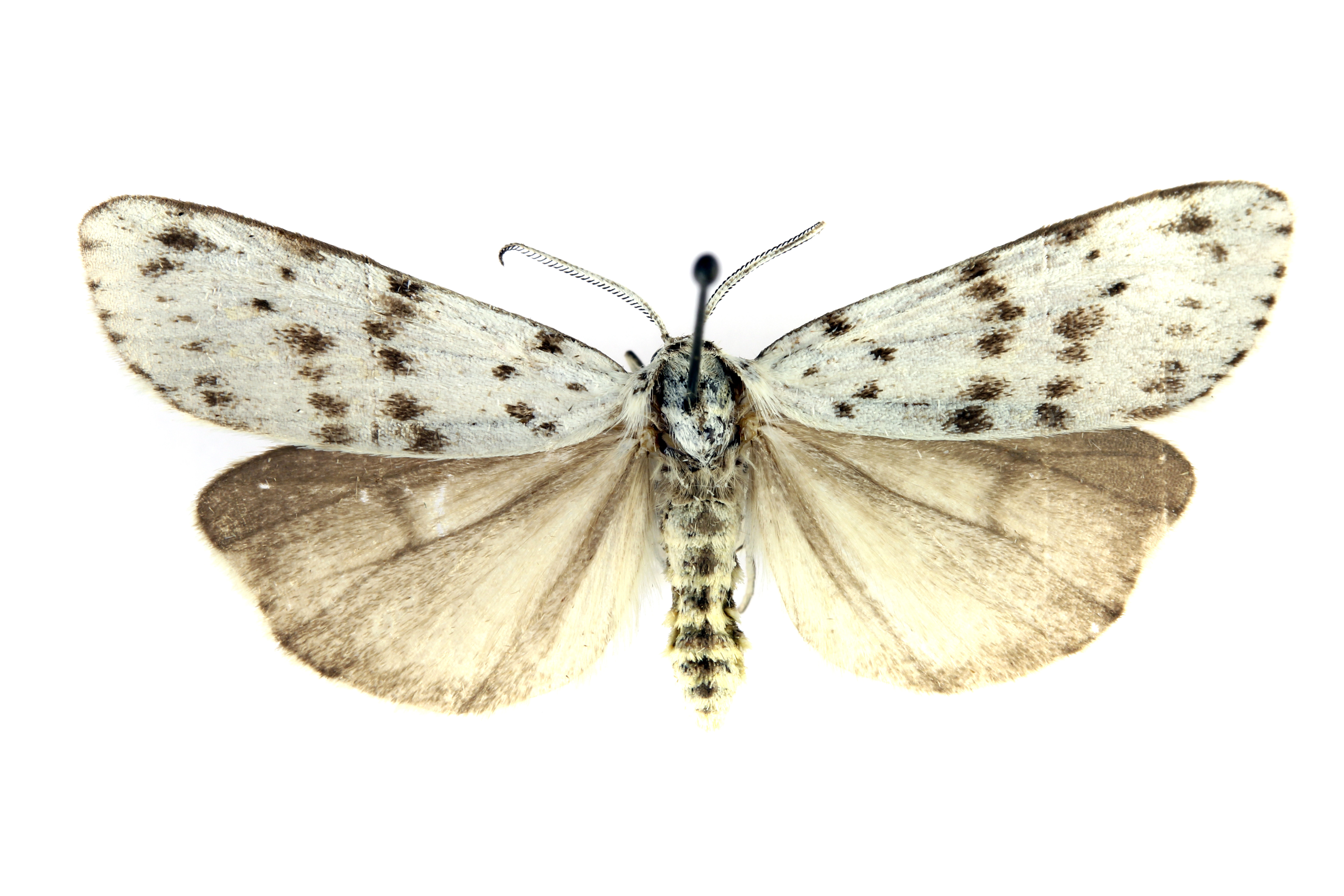
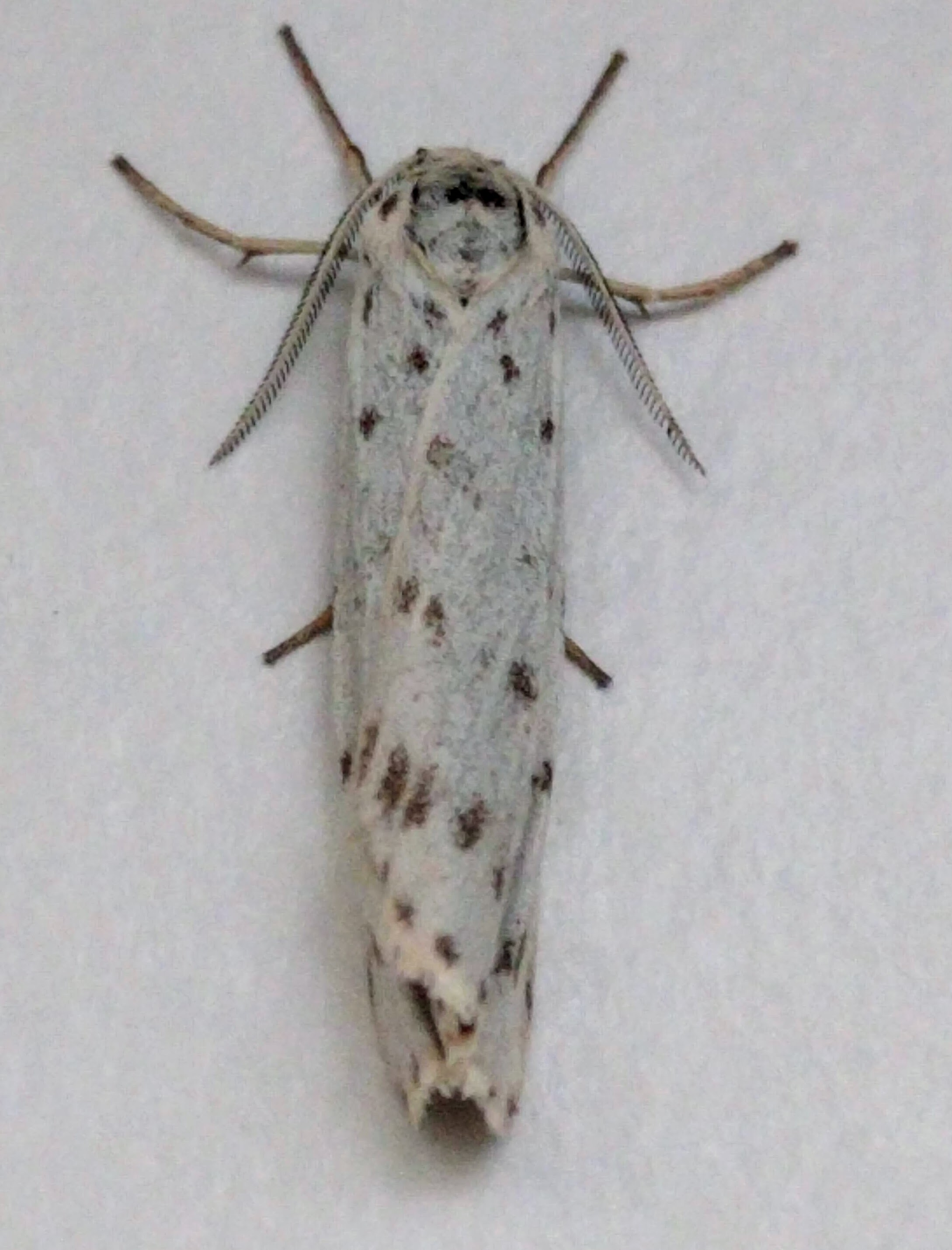
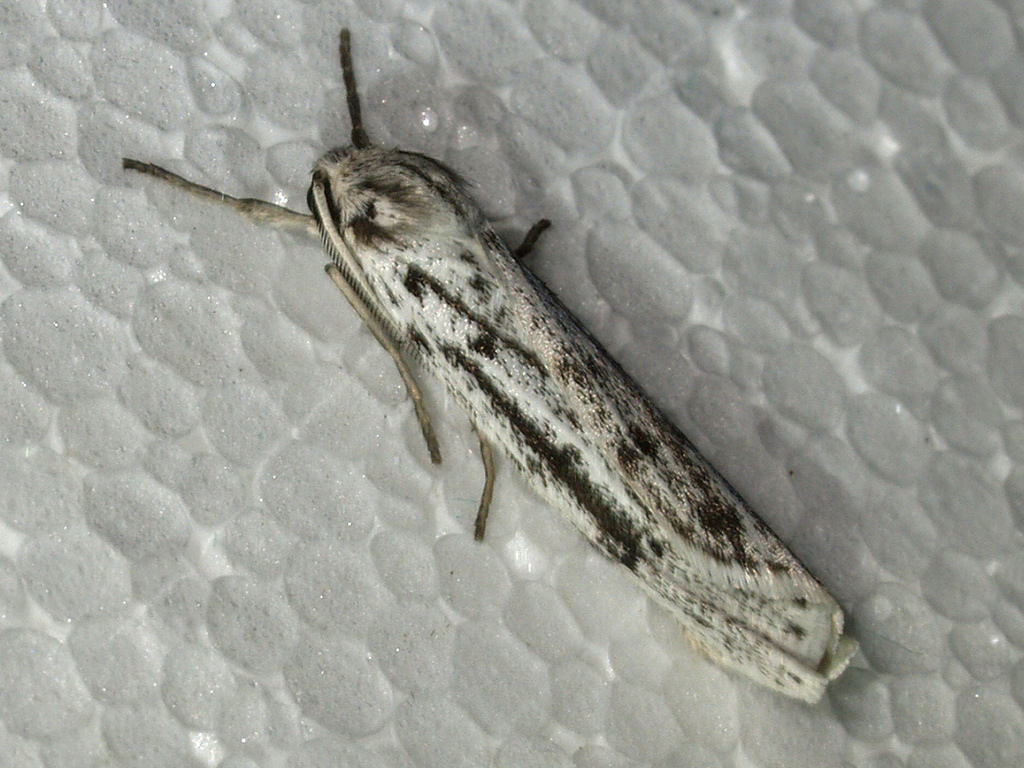
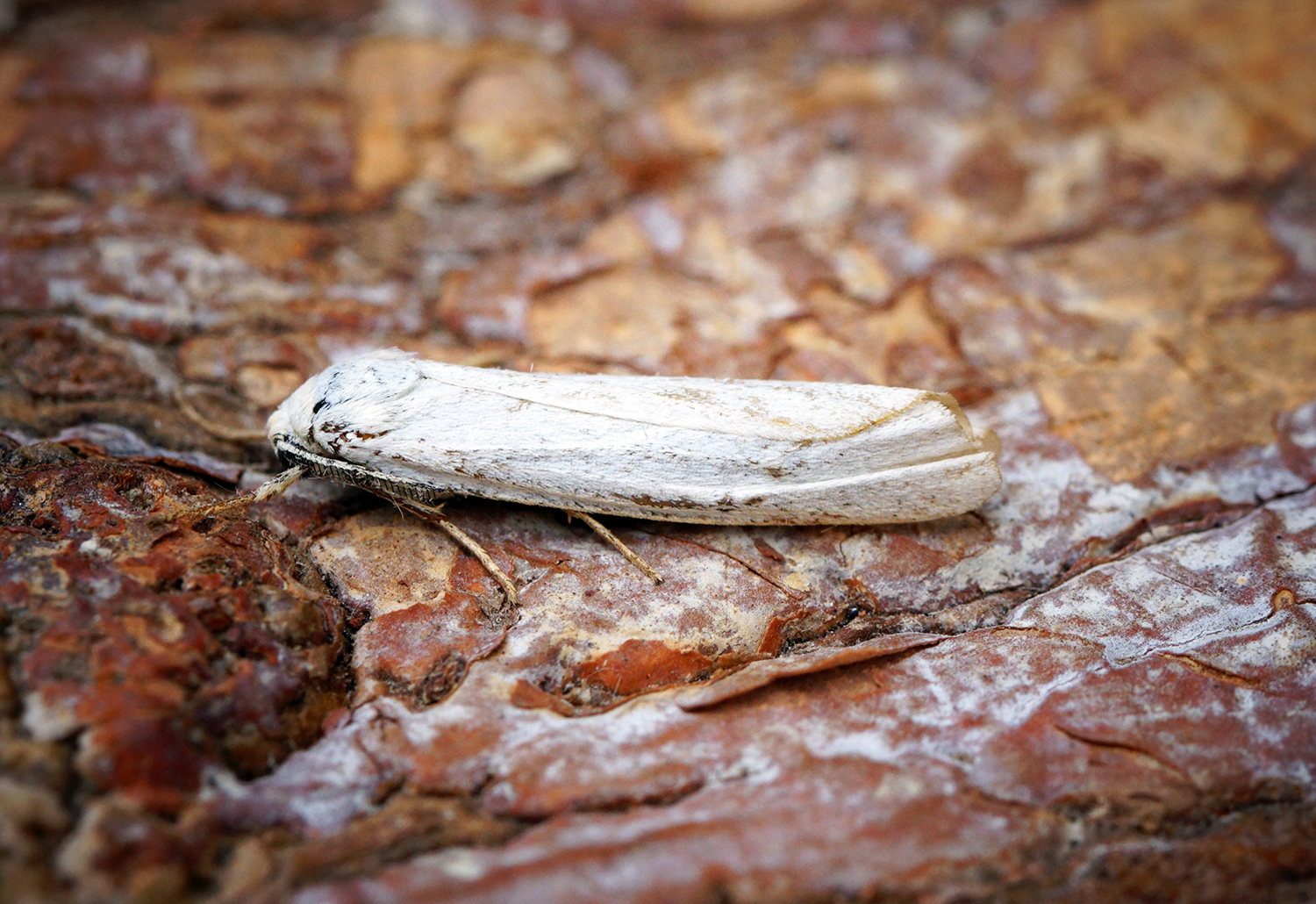
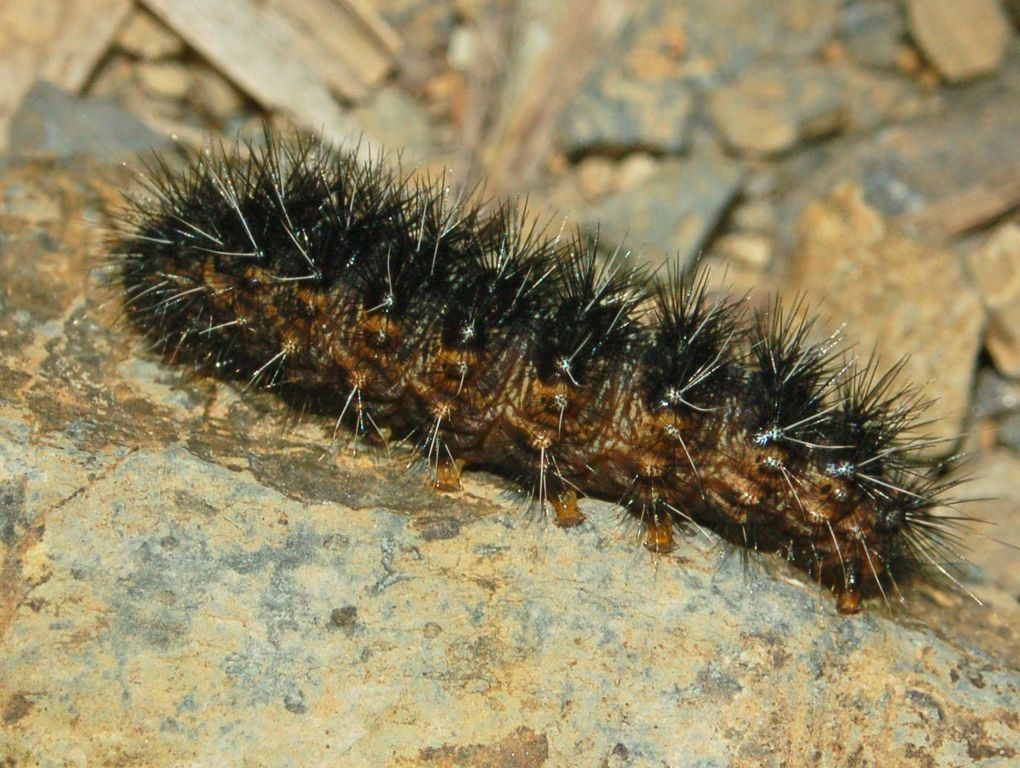